# Ryūkichi Tanaka
Ryūkichi Tanaka (田中 隆吉, Tanaka Ryūkichi) (28 septembre 1896 - 24 novembre 1972) est un général de l'armée impériale japonaise qui aida Yoshiko Kawashima à établir son réseau d'espionnage.

## Biographie
Tanaka est né dans l'actuelle préfecture de Shimane, et étudie dans des écoles militaires durant sa jeunesse. Diplômé de la 26e promotion de l'académie de l'armée impériale japonaise en 1913, avec l'artillerie pour spécialité, il est assigné au 23e régiment d'artillerie stationné à Okayama.
Diplômé de la 34e promotion de l'école militaire impériale du Japon en 1923, Tanaka sert à divers postes dans l'État-major de l'armée impériale japonaise, et entre en contact avec le nationaliste et théoricien pan-asiatique Shūmei Ōkawa. Il est envoyé comme assigné spécial à Pékin et Kalgan de 1927 à 1929 pour obtenir des renseignements militaires. En octobre 1930, alors qu'il est basé à Shanghai, il rencontre Yoshiko Kawashima, qu'il aide à établir un réseau d'espionnage. Il vit avec Kawashima dans cette ville au moment de la guerre de Shanghai de 1932.
Rappelé au Japon en août 1932, Tanaka est nommé commandant du 4e régiment d'artillerie. Il est attaché au 1er régiment d'artillerie lourde de 1934 à 1935, puis à la 2e section de l'État-major de l'armée japonaise du Guandong de 1935 à 1937. De 1937 à 1939, Tanaka est commandant du 25e régiment d'artillerie de montagnes au Mandchoukouo qui participe à la désastreuse bataille du lac Khassan.
Rappelé au Japon de 1939 à 1940, Tanaka est nommé chef de la section du service militaire au bureau de l'administration militaire du ministère de la Guerre. En mars 1940, il est promu major-général. Il retourne brièvement en Chine comme chef d'État-major de la 1re armée et met en place la politique des Trois Tout et la tentative infructueuse de s'allier le seigneur de la guerre Yan Xishan de la province du Shanxi à la cause japonaise.
Fin 1940, Tanaka est rappelé au Japon, et devient commandant l'année suivante de l'école de Nakano, le principal centre d'entraînement d'espionnage et de sabotage de l'armée japonaise.
En raison de problèmes de santé, Tanaka est placé dans la réserve jusqu'en 1942 quand il est attaché à l'armée du district de l'Est, puis se retire.
En 1945, Tanaka est rappelé et sert comme commandant de la forteresse de Rastu jusqu'à la fin de la guerre. Au tribunal militaire international pour l'Extrême-Orient, Tanaka témoigne trois fois pour l'accusation et deux fois pour la défense. Il est utilisé par le procureur en chef Joseph Keenan (en) pour persuader Hideki Tōjō de revenir sur son témoignage concernant l'autorité suprême de l'empereur Hirohito.
Il meurt d'un cancer du côlon en 1972.